# سحابی استرآبادی
حسن بن‌محمد سحابی استرآبادی شوشتری نجفی (درگذشتهٔ ۱۰۱۰ هجری قمری) شاعر پارسی‌گوی سدهٔ دهم است.

## زندگی
کمال‌الدین سحابی استرآبادی از عارفان و شاعران سدهٔ دهم است. پدرش از استرآباد بود و او در شوشتر متولد گردید. چهل سال آخر عمر در نجف زندگی کرد و همان‌جا درگذشت و به‌خاطر همین به «سحابی شوشتری» و «نجفی» هم مشهور است.
وی پس از اقامت در نجف به تحصیل علوم دینی پرداخت تا جایی که از فقیهان عصر خود به‌شمار آمد. درباره‌اش گفته‌اند در تمام مدت مجاورت، سال‌ها جاروکش آستان نجف بود و می‌گویند مدت سی‌سال پایش به کوچه و بازار نرسید و به غیر از بوریایی و خشتی از مال دنیا چیزی اختیار نکرد. با چنین احوالاتی برخی از معاصرانش از جمله صادقی بیگ افشار او را به ریا و تزویر متهم کرده و گفته‌است مدت هفده‌سال در آن آستان چنان به ریاضت، ریاکارانه رفتار می‌کرد که اکثر خادمان و زیارت‌کنندگان را مرید خویش ساخته بود. این سخنان کسی است که او را در دوران مجاورتش دیده بود ولی آن‌ها که وی را ندیده بودند، جملگی از او به نیکی یاد کردند.

## آثار
از کلیات سحابی نسخه‌های زیادی در دست است.
بخش اول از این کلیات رساله‌ای به نام «عروةالوثقی» مرکب از نظم و نثر است که سحابی این رساله را به چهار بخش تقسیم کرده‌است:
1. در بی‌بصری است.
2. در الهام است و آن هم در بصارت تمام است.
3. در شراب و کیفیت ظهور اوست.
4. در رجعت به الله تبارک و تعالی.

باقی کلیات وی شعرهایی است که شامل دو قسمت است:
1. دیوان غزل‌ها (شامل ۲۸۰۰ بیت)
2. مجموعهٔ رباعیات (در مأخذ مختلف تعداد گوناگونی ذکر کرده‌اند. در برخی از مأخذ شش هزار و در برخی دوازده هزار، و بیست هزار و… گویا این افزایش نتیجهٔ تصرفات ناسخان باشد)[۲][۳]

شهرتش به خاطر سرودن رباعیات است. رباعیات او بیشتر از جنبهٔ اندیشه‌های حاکم بر آن‌ها مورد توجه است و از نظر زیبایی‌شناسی و ظرافات فُرمی اهمیت چندانی ندارند.

## نمونه‌ای از اشعار
| عشق آمد و هر زیان و هر سود بسوخ |
| جز وجه ابد هرچه که بنمود بسوخت  |
| یعنی به جهان هستیم آتش زد       |
| هر چیز درو سوختنی بود بسوخت     |

یا
| ای دعوی عشق کرده آیین تو کو    |
| قطع نظر از عقل، دل و دین تو کو |
| ای دم زده از داغ وفا لاله صفت  |
| پیراهن چاک چاک خونین تو کو     |

## وضعیت انتشار اشعار
در سال ۱۳۴۸ دی‍وان غ‍زل‍ی‍ات س‍ح‍اب‍ی اس‍ت‍رآب‍ادی، توسط ح ـ ی. جواهری در مشهد منتشر شد. در سال ۱۳۸۸ انتشارات زوّار همین چاپ را به‌همراه مقدمهٔ ح ـ ی. جواهری منتشر کرد.